# Ampii
Légende :
♦Patricien, ♦Plébéien, ♦Consulaire, ♦Sénatorial, ♦Équestre
Gens et Liste des gentes romaines
Les Ampii (singulier: Ampius) sont les plébéiens membres de la gens romaine Ampia.

## Branches etcognomina
Le seul cognomen attesté sous la République est Balbus, un surnom commun se référant à un défaut de prononciation, à un balbutiement.
Sous l'Empire, le cognomen Flavianus pourrait être un surnom personnel et non constituer une branche particulière. Il pourrait signifier que les Ampii se sont rapprochés des Flavii par un mariage ou une adoption.

## Principaux membres
- Caius Ampius, praefectus socium en 201 av. J.-C., officier romain militaire nommé pour commander une ala sociorum, une unité recrutée parmi les socii. Il sert sous les ordres du consul Publius Aelius Paetus durant sa campagne en Gaule contre les Boïens. Il meurt au combat[2],[a 1].
- Titus Ampius Balbus, tribun de la plèbe en 63 et préteur en 59 av. J.-C.
- Titus Ampius Flavianus, gouverneur de Pannonie durant la période de guerre civile de l'Année des quatre empereurs qui a suivi la mort de Néron en 69 apr. J.-C.

## Pour approfondir